# Zakrzowiec
Zakrzowiec – wieś w Polsce położona w województwie małopolskim, w powiecie wielickim, w gminie Niepołomice.
Wieś duchowna, własność Opactwa Benedyktynek w Staniątkach położona była w drugiej połowie XVI wieku w powiecie szczyrzyckim województwa krakowskiego.
W latach 1975–1998 miejscowość administracyjnie należała do województwa krakowskiego.